# Пруэнса-а-Нова
Пруэ́нса-а-Нова (порт. Proença-a-Nova; [pɾu'ẽsɐ ɐ 'nɔvɐ]) — посёлок городского типа в Португалии, центр одноимённого муниципалитета в составе округа Каштелу-Бранку. Численность населения — 4,7 тыс. жителей (посёлок), 9,6 тыс. жителей (муниципалитет). Посёлок и муниципалитет входит в экономико-статистический регион Центр и субрегион Пиньял-Интериор-Сул. По старому административному делению входил в провинцию Бейра-Байша.
Праздник посёлка — 13 июня.

## Расположение
Посёлок расположен в 38 км на запад от адм. центра округа города Каштелу-Бранку.
Муниципалитет граничит:
- на севере — муниципалитет Олейруш
- на северо-востоке — муниципалитет Каштелу-Бранку
- на востоке — муниципалитет Вила-Велья-де-Родан
- на юго-западе — муниципалитет Масан
- на северо-западе — муниципалитет Сертан

## Население
| Население муниципалитета Пруэнса-а-Нова (1801—2004) | Население муниципалитета Пруэнса-а-Нова (1801—2004) | Население муниципалитета Пруэнса-а-Нова (1801—2004) | Население муниципалитета Пруэнса-а-Нова (1801—2004) | Население муниципалитета Пруэнса-а-Нова (1801—2004) | Население муниципалитета Пруэнса-а-Нова (1801—2004) | Население муниципалитета Пруэнса-а-Нова (1801—2004) | Население муниципалитета Пруэнса-а-Нова (1801—2004) | Население муниципалитета Пруэнса-а-Нова (1801—2004) |
| --------------------------------------------------- | --------------------------------------------------- | --------------------------------------------------- | --------------------------------------------------- | --------------------------------------------------- | --------------------------------------------------- | --------------------------------------------------- | --------------------------------------------------- | --------------------------------------------------- |
| 1801                                                | 1849                                                | 1900                                                | 1930                                                | 1960                                                | 1981                                                | 1991                                                | 2001                                                | 2004                                                |
| 3021                                                | 4187                                                | 11 451                                              | 14 973                                              | 17 552                                              | 11 953                                              | 11 088                                              | 9610                                                | 9267                                                |

## История
Посёлок основан в 1242 году.

## Районы
В муниципалитет входят следующие районы:

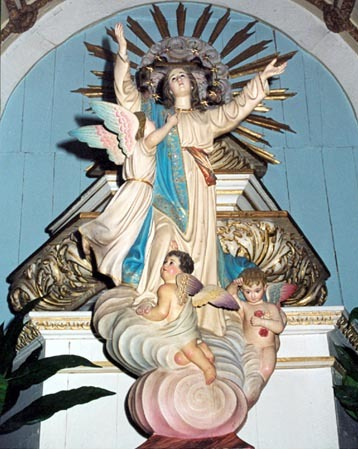
Собор

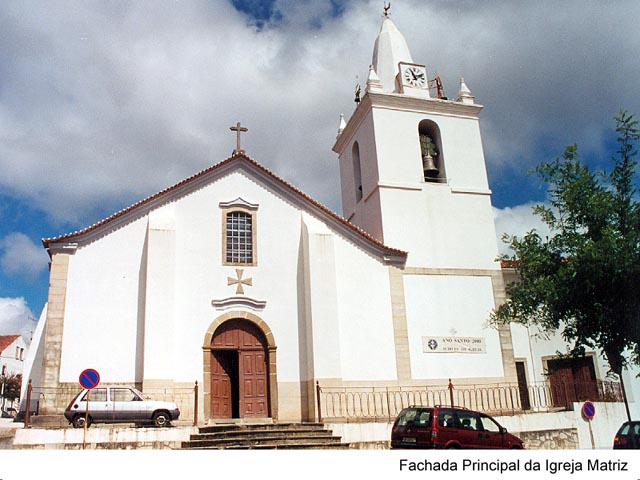
Собор

1. Алвиту-да-Бейра
2. Монтеш-да-Сеньора
3. Перал
4. Пруэнса-а-Нова
5. Собрейра-Формоза
6. Сан-Педру-ду-Эштевал